# طارق عبد الرازق
طارق عبد الرازق (1973 - ) جاسوس مصري،عمل لصالح إسرائيل اُتهم بالتجسس لصالح إسرائيل، القي القبض عليه في أغسطس 2010.

## نشأته
ولد طارق عام 1973 في مدينة القاهرة لأسرة فقيرة، كان والده يعمل حارس عقار ، وحصل على دبلوم صناعي ثم سافر إلى الصين لمدة 4 سنوات متواصلة للحصول على شهادة تدريب في رياضة الكونغوفو، ثم عاد إلى مصر وعمل مدرب كونغوفو بأحد الأندية، غير أنه لم يستقر وسافر إلى الصين لمروره بظروف مادية سيئة. وأثناء تواجده هناك بادر من تلقاء نفسه في بداية عام 2007 بالاتصال لموقع ويب لجهاز المخابرات الإسرائيلية مفادها أنه مصري ومقيم في دولة الصين ويبحث عن فرصة عمل، ودوّن بياناته ورقم هاتفه.

## اللقاء مع ضابط الموساد
كشفت تحريات أمن الدولة أن طارق تلقي في شهر أغسطس 2007 تلقى اتصالا هاتفيا من أحد عناصر المخابرات الإسرائيلية واتفقا على اللقاء في الهند. وفي مقر السفارة الإسرائيلية تم استجوابه عن أسباب طلبه للعمل مع جهاز الموساد، وسلمه الضابط الإسرائيلي مبلغ 1500 دولار مصاريف انتقالاته وإقامته. وسافر طارق إلى تايلاند حيث تم تدريبه هناك على أساليب جمع المعلومات بالطرق السرية. واستلم جهاز حاسب آليا محمولا مجهزا برنامج آلي مشفر يستخدم كأداة للتخابر والتراسل السري، كما تسلم حقيبة يد للحاسب الآلي تحتوي على وسيلة إخفاء مستندات ونقود وبلوك نوت معالج كيميائيا، وتسلم أيضا جهاز تليفون محمولا به شريحة تابعة لشركة في هونغ كونغ. 

## محكمته
قضت محكمة جنايات أمن الدولة العليا طوارئ في مصر 23 يونيو 2011، حكماً بالسجن 25 عاماً على طارق عبدالرازق، الذي أدين بالتجسس لحساب إسرائيل، وحكم غيابياً على ضابطين إسرائيليين يعملان لحساب الموساد.